# Жилкі
Жилкі (пол. Żyłki) — село в Польщі, у гміні Улян-Майорат Радинського повіту Люблінського воєводства.
Населення — 192 особи (2011).
У 1975-1998 роках село належало до Білопідляського воєводства.

## Демографія
Демографічна структура станом на 31 березня 2011 року:
|          | Загалом | Допрацездатний вік | Працездатний вік | Постпрацездатний вік |
| -------- | ------- | ------------------ | ---------------- | -------------------- |
| Чоловіки | 106     | 29                 | 55               | 22                   |
| Жінки    | 86      | 16                 | 46               | 24                   |
| Разом    | 192     | 45                 | 101              | 46                   |